# Novossilske (Crimea)
|  | Per a altres significats, vegeu «Novossélskoie». |

Novossilske (en (ucraïnès): Новосільське, en rus: Новосельское, Novossélskoie) és un poble de la República Autònoma de Crimea a Ucraïna, que el 2014 tenia 2.424 habitants. Pertany al districte de Txornomórske.